# Comté de Jackson (Kentucky)
Pour les articles homonymes, voir Jackson et Comté de Jackson.
Le Comté de Jackson est un comté de l'État du Kentucky, aux États-Unis, fondé en 1858. Son siège est situé à McKee. Le comté a été nommé d'après Andrew Jackson, le 7e président des États-Unis.
C'est un dry county (prohibition).